# افسانه سودانگ
افسانهٔ سودانگ (انگلیسی: Ballad of Seo Dong) یک سریال کره‌ای است که در سال ۲۰۰۵ توسط لی بیونگ هون ساخته شده‌است. این مجموعه‌ ۵۵ قسمت دارد.

## چکیدهٔ داستان
افسانهٔ سودانگ درام تازه‌ای از سازندگان سریال «جواهری در قصر» می‌باشد که بزرگ‌ترین پروژهٔ درام تاریخی چند سال اخیر محسوب می‌شود. این سریال از جهات زیادی شبیه جواهری در قصر است. هر دو داستان موفقیت یک شخص از طبقهٔ پایین جامعه را مطرح می‌کنند، در هر دو یک عشق را می‌بینیم که موقعیت اجتماعی را عوض می‌کند و در نهایت یک تولد مخفیانه و یک رقابت میان افراد را مطرح می‌کنند. با این وجود در حالی‌که جواهری در قصر زمان پادشاهی «چوسان» (۱۳۹۲ تا ۱۹۱۰) را مطرح می‌کند، افسانهٔ سودانگ در زمان پادشاهی «باکجه» (۱۸ پیش از میلاد تا ۶۶۰ میلادی) سپری می‌شود.
بازیگر نقش اول مرد افسانهٔ سودانگ یک انسانی غیرمتخصص و از سطح پایین است که می‌کوشد به سطح بالایی از جامعه برسد و در نهایت او سی‌اُمین پادشاه دودمان باکجه می‌شود.

## بازیگران
- جو هیون جائه در نقش سودانگ (پادشاه مو)
- لی بو یونگ در نقش شاهزاده سئونهوا
- جونگ ووک در نقش پادشاه ویدوک
- چوی دونگ جون در نقش پادشاه جینپیونگ
- کیم هوا ران در نقش ملکه مایا
- ریو جین در نقش کیم دو هام
- کیم یونگ هو در نقش بویوسون
- هو یونگ ران در نقش شاهزاده وو یونگ
- کو هائه سان  در نقش یون جین
- جونگ جه گون در نقش شاهزاده آجوا
- جونگ سون کیونگ در نقش موجین
- هان این سو در نقش هه دوجو
- لی بیونگ سیک در نقش جینگ ریو
- منگ سانگ هون در نقش وانگ گو
- ایم هیون سیک در نقش مک دوسو
- لی سوک در نقش کوک سو
- لی سونگ آ در نقش وو سو
- لی ایل هوا در نقش یون گامو